# Perú en los Juegos Olímpicos de Río de Janeiro 2016
Perú en los Juegos Olímpicos de Río de Janeiro 2016 estuvo representado por un total de 29 atletas que compitieron en 11 deportes. El abanderado en la ceremonia de apertura fue Francisco Boza.

## Atletas
| Disciplina             | Deportistas |
| Atletismo              | 14          |
| Equitación             | 1           |
| Gimnasia               | 1           |
| Judo                   | 1           |
| Levantamiento de pesas | 2           |
| Lucha                  | 1           |
| Natación               | 2           |
| Remo                   | 2           |
| Taekwondo              | 1           |
| Tiro                   | 2           |
| Vela                   | 2           |
| Total                  | 29          |

## Deportes

### Atletismo
Femenino
| Atleta            | Evento       | Final       | Final       |
| Atleta            | Evento       | Tiempo      | Posición    |
| ----------------- | ------------ | ----------- | ----------- |
| Kimberly García   | 20 km marcha | 1:32:09     | 14          |
| Jessica Hancco    | 20 km marcha | 1:39:08     | 51          |
| Gladys Tejeda     | Maratón      | 2:29:55     | 15          |
| Jovana de la Cruz | Maratón      | 2:35:49     | 36          |
| Inés Melchor      | Maratón      | No finalizó | No finalizó |

Masculino
Eventos de campo
| Atleta        | Evento          | Clasificación | Clasificación | Final        | Final        | Posición Final |
| Atleta        | Evento          | Marca         | Posición      | Marca        | Posición     | Posición Final |
| ------------- | --------------- | ------------- | ------------- | ------------ | ------------ | -------------- |
| Arturo Chávez | Salto de altura | 2.22          | 29            | No clasificó | No clasificó | 29             |

Eventos de pista
| Atleta            | Evento       | Clasificación | Clasificación | Final       | Final       |
| Atleta            | Evento       | Tiempo        | Posición      | Tiempo      | Posición    |
| ----------------- | ------------ | ------------- | ------------- | ----------- | ----------- |
| David Torrence    | 5000 m       | 13:23.20      | 10            | 13:43.12    | 15          |
| Luis Ostos        | 10 000 m     | ——————        | ——————        | 28:02.03    | 21          |
| Paolo Yurivilca   | 20 km marcha | ——————        | ——————        | 1:24:48     | 41          |
| Pavel Chihuán     | 50 km marcha | ——————        | ——————        | 4:32:37     | 47          |
| Luis Henry Campos | 50 km marcha | ——————        | ——————        | No finalizó | No finalizó |
| Raúl Machacuay    | Maratón      | ——————        | ——————        | 2:18:00     | 45          |
| Cristhian Pacheco | Maratón      | ——————        | ——————        | 2:18:41     | 52          |
| Raúl Pacheco      | Maratón      | ——————        | ——————        | 2:20:13     | 66          |

### Equitación
Masculino
| Jinete        | Caballo | Evento           | Clasificación | Clasificación | Clasificación | Clasificación | Clasificación | Clasificación | Final        | Final        | Final        | Final        | Total | Total    |
| Jinete        | Caballo | Evento           | Ronda 1       | Ronda 1       | Ronda 2       | Ronda 2       | Ronda 3       | Ronda 3       | Ronda A      | Ronda A      | Ronda B      | Ronda B      | Total | Total    |
| Jinete        | Caballo | Evento           | Pen.          | Posición      | Pen.          | Posición      | Pen.          | Posición      | Pen.         | Posición     | Pen.         | Posición     | Pen.  | Posición |
| ------------- | ------- | ---------------- | ------------- | ------------- | ------------- | ------------- | ------------- | ------------- | ------------ | ------------ | ------------ | ------------ | ----- | -------- |
| Alonso Valdéz | Chief   | Salto individual | 6             | 51            | 16            | 56            | —             | —             | No clasificó | No clasificó | No clasificó | No clasificó | 22    | 56       |

Pen=Penalizaciones

### Gimnasia
Femenino
| Atleta | Evento | Clasificación | Clasificación        | Clasificación | Clasificación | Clasificación | Clasificación | Final   | Final   | Final   | Final   | Final | Final    | Posición Final |              |              |              |              |              |              |    |
| Atleta | Evento | Aparato       | Aparato              | Aparato       | Aparato       | Total         | Posición      | Aparato | Aparato | Aparato | Aparato | Total | Posición | Posición Final |              |              |              |              |              |              |    |
| ------ | ------ | ------------- | -------------------- | ------------- | ------------- | ------------- | ------------- | ------- | ------- | ------- | ------- | ----- | -------- | -------------- | ------------ | ------------ | ------------ | ------------ | ------------ | ------------ | -- |
| Atleta | Evento | Ariana Orrego | Competencia múltiple | 14.066        | 11.833        | Total         | Posición      | 12.733  | 13.166  | 51.798  | 50      | Total | Posición | Posición Final | No clasificó | No clasificó | No clasificó | No clasificó | No clasificó | No clasificó | 50 |

### Judo
Masculino
| Atleta        | Evento  | Ronda de 64     | Ronda de 32             | Ronda de 16     | Cuartos de final | Semifinal       | Final           | Posición Final |
| Atleta        | Evento  | Rival Resultado | Rival Resultado         | Rival Resultado | Rival Resultado  | Rival Resultado | Rival Resultado | Posición Final |
| ------------- | ------- | --------------- | ----------------------- | --------------- | ---------------- | --------------- | --------------- | -------------- |
| Juan Postigos | - 60 kg | ———             | Orkhan Safarov 11 - 0s2 | Eliminado       | Eliminado        | Eliminado       | Eliminado       | 17             |

### Levantamiento de pesas
Femenino
| Atleta         | Evento  | Arrancada | Envión | Total | Posición |
| -------------- | ------- | --------- | ------ | ----- | -------- |
| Fiorella Cueva | - 53 kg | 65        | 88     | 153   | 11       |

Masculino
| Atleta       | Evento   | Arrancada | Envión | Total | Posición |
| ------------ | -------- | --------- | ------ | ----- | -------- |
| Hernán Viera | - 105 kg | 151       | 200    | 351   | 13       |

### Lucha
Femenino
| Atleta       | Evento | Octavos de final         | Cuartos de final | Semifinal       | Final           | Posición Final |
| Atleta       | Evento | Rival Resultado          | Rival Resultado  | Rival Resultado | Rival Resultado | Posición Final |
| ------------ | ------ | ------------------------ | ---------------- | --------------- | --------------- | -------------- |
| Yanet Sovero | 58 kg  | Jackeline Rentería 6 - 2 | Eliminada        | Eliminada       | Eliminada       | 18             |

### Natación
Femenino
| Atleta        | Evento      | Preliminar | Preliminar | Semifinal    | Semifinal    | Final        | Final        | Posición Final |
| Atleta        | Evento      | Tiempo     | Posición   | Tiempo       | Posición     | Tiempo       | Posición     | Posición Final |
| ------------- | ----------- | ---------- | ---------- | ------------ | ------------ | ------------ | ------------ | -------------- |
| Andrea Cedrón | 200 m libre | 2:05.33    | 7          | No clasificó | No clasificó | No clasificó | No clasificó | 39             |

Masculino
| Atleta          | Evento      | Preliminar | Preliminar | Semifinal    | Semifinal    | Final        | Final        | Posición Final |
| Atleta          | Evento      | Tiempo     | Posición   | Tiempo       | Posición     | Tiempo       | Posición     | Posición Final |
| --------------- | ----------- | ---------- | ---------- | ------------ | ------------ | ------------ | ------------ | -------------- |
| Nicholas Magana | 100 m libre | 51.53      | 8          | No clasificó | No clasificó | No clasificó | No clasificó | 53             |

### Remo
Femenino
| Atleta       | Evento           | Heats   | Heats    | Repechaje | Repechaje | Cuartos de final | Cuartos de final | Semifinal E/F | Semifinal E/F | Final F | Final F  | Posición Final |
| Atleta       | Evento           | Tiempo  | Posición | Tiempo    | Posición  | Tiempo           | Posición         | Tiempo        | Posición      | Tiempo  | Posición | Posición Final |
| ------------ | ---------------- | ------- | -------- | --------- | --------- | ---------------- | ---------------- | ------------- | ------------- | ------- | -------- | -------------- |
| Camila Valle | Scull individual | 9:30.60 | 5        | 8:32.66   | 5         | ———              | ———              | 9:11.91       | 4             | 9:18.24 | 1        | 31             |

Masculino
| Atleta            | Evento           | Heats   | Heats    | Repechaje | Repechaje | Cuartos de final | Cuartos de final | Semifinal C/D 2 | Semifinal C/D 2 | Final D | Final D  | Posición Final |
| Atleta            | Evento           | Tiempo  | Posición | Tiempo    | Posición  | Tiempo           | Posición         | Tiempo          | Posición        | Tiempo  | Posición | Posición Final |
| ----------------- | ---------------- | ------- | -------- | --------- | --------- | ---------------- | ---------------- | --------------- | --------------- | ------- | -------- | -------------- |
| Renzo León García | Scull individual | 7:21.04 | 4        | 7:25.55   | 2         | 7:30.91          | 6                | 7:37.34         | 5               | 7:02.28 | 2        | 20             |

### Taekwondo
Femenino
| Atleta               | Evento | Octavos de final  | Cuartos de final | Semifinal       | Repechaje                    | Medalla de bronce | Final           | Posición Final |
| Atleta               | Evento | Rival Resultado   | Rival Resultado  | Rival Resultado | Rival Resultado              | Rival Resultado   | Rival Resultado | Posición Final |
| -------------------- | ------ | ----------------- | ---------------- | --------------- | ---------------------------- | ----------------- | --------------- | -------------- |
| Julissa Diez Canseco | 49 kg  | Kim So-Hui 10 - 2 | ———              | ———             | Panipak Wongpattanakit 4 - 2 | ———               | ———             | 7              |

### Tiro
Masculino
| Atleta         | Evento                   | Clasificación | Clasificación | Clasificación | Clasificación | Clasificación | Clasificación | Clasificación | Posición | Resultado    | Semifinal | Final | Posición Final |
| Atleta         | Evento                   | 1             | 2             | 3             | 4             | 5             | 6             | Total         | Posición | Resultado    | Semifinal | Final | Posición Final |
| -------------- | ------------------------ | ------------- | ------------- | ------------- | ------------- | ------------- | ------------- | ------------- | -------- | ------------ | --------- | ----- | -------------- |
| Francisco Boza | Foso                     | 22            | 20            | 20            | 24            | 23            | —             | 109           | 28       | No clasificó | ———       | ———   | 28             |
| Marko Carrillo | Pistola 10 m             | 94            | 92            | 97            | 96            | 92            | 95            | 566-11x       | 43       | No clasificó | ———       | ———   | 43             |
| Marko Carrillo | Pistola 25 m tiro rápido | 94            | 95            | 83            | 96            | 97            | 92            | 557-14x       | 24       | No clasificó | ———       | ———   | 24             |
| Marko Carrillo | Pistola 50 m             | 91            | 94            | 93            | 79            | 90            | 89            | 536-6x        | 35       | No clasificó | ———       | ———   | 35             |

### Vela
Femenino
| Atleta         | Evento       | Carrera | Carrera | Carrera | Carrera | Carrera | Carrera | Carrera | Carrera | Carrera | Carrera | Carrera | Puntos | Posición |
| Atleta         | Evento       | 1       | 2       | 3       | 4       | 5       | 6       | 7       | 8       | 9       | 10      | M*      | Puntos | Posición |
| -------------- | ------------ | ------- | ------- | ------- | ------- | ------- | ------- | ------- | ------- | ------- | ------- | ------- | ------ | -------- |
| Paloma Schmidt | Laser radial | 31      | 26      | 28      | 27      | 29      | 30      | 18      | 32      | 30      | 39      | —       | 248    | 31       |

Masculino
| Atleta            | Evento | Carrera | Carrera | Carrera | Carrera | Carrera | Carrera | Carrera | Carrera | Carrera | Carrera | Carrera | Puntos | Posición |
| Atleta            | Evento | 1       | 2       | 3       | 4       | 5       | 6       | 7       | 8       | 9       | 10      | M*      | Puntos | Posición |
| ----------------- | ------ | ------- | ------- | ------- | ------- | ------- | ------- | ------- | ------- | ------- | ------- | ------- | ------ | -------- |
| Stefano Peschiera | Laser  | 37      | 40      | 16      | 16      | 28      | 22      | 21      | 27      | 35      | 47      | —       | 242    | 31       |